# 神経回路形成
神経回路形成（しんけいかいろけいせい）とは、動物の発生期及び成長中に種固有の遺伝的プログラムや環境刺激に従って神経回路を形成していく現象のこと。
神経細胞は、シナプスを介して複雑な神経回路を作っている。神経回路は、脳が働くための基盤であり、どのようにして神経回路ができるかを知ることは、神経発生学の最大問題である。現在のところ、この問題は全容が解っているわけではないが、いくつかのプロセスが解明されている。
神経回路ができるには、正しく分化した神経細胞が正しい場所に配置され（神経細胞移動）、そこから正しい経路を伸びた神経突起（軸索、樹状突起）が特定の標的と正しく結合する必要がある(軸索誘導、シナプス形成)。また神経回路発達の最終段階においては、正しくできあがった神経回路を残して、間違った神経回路を除くというステップがある（軸索側枝の除去、軸策剪定、シナプス廃止、細胞死）。このステップは、学習や記憶などに関わる脳の可塑性と密接に関係している。神経細胞移動が、遺伝子に支配されたプログラムで行われるのに対し、神経回路形成の最終段階では神経活動といった直接的に遺伝子の影響を受けない因子の影響が大きくなる。
- 逆行性シグナルによる神経伝達物質形質の制御
- 化学親和説
- 神経栄養因子
- 神経活動
- 投射地図
- 運動神経の経路選択
- 正中線
- 層特異的神経結合
- ショウジョウバエ、線虫、ゼブラフィッシュなどのモデル生物

## 小膠細胞（ミクログリア）の役割
2016年、小膠細胞（ミクログリア）が神経細胞に接触することでシナプスの新生を促し、大脳皮質の脳回路を形成していることが分かった。弱ったシナプスをミクログリアが貪食し、神経新生の調節をすることで、発達期の神経回路形成を促進させている。遺伝子除去によるミクログリアの抑制は、その後のスパイン密度（興奮性シナプス）を減少させた。また、発達期におけるミクログリアの活性化をミノサイクリンで抑制させたところ、シナプス形成が減少したことから、ミクログリアの数だけでなく状態もシナプス形成に重要であることが明らかとなった。さらに「ミクログリアによるシナプス形成」が発達期における一過性の現象なのか、成熟後も脳回路の機能に影響を与えるのか調べたところ、成熟期においても大脳皮質の情報伝達機能の構築に関係していることが明らかとなった。これらから脳機能障害や発達障害は、ミクログリアなどの免疫系調節が関与していることが示唆された。
- ミクログリアが発達期の大脳皮質でシナプス形成に関与していた。
- 遺伝子改変によるミクログリア除去マウスや、ミノサイクリンを用いて「ミクログリアによるシナプス形成」を抑制したところ、大脳皮質内の末梢感覚の情報を伝達する回路に異常が生じた。
- 未熟期における「ミクログリアによるシナプス形成」を抑制させると、成熟後においても正常な大脳皮質の神経回路の機能に変化が生じた。
- 発達期における脳内の免疫状態が、脳内回路の正常な発達に影響を与えている可能性が示唆された。

## 神経回路の維持
シナプス刈り込みの不足
興奮性シナプスである代謝型グルタミン酸受容体1型 (mGluR1) が成熟した神経回路の維持に必須であることが証明された。mGluR1欠損マウスはシナプス刈り込みが不足し、神経回路が未熟な状態に退行した。自閉症などの発達障害は神経回路が安定的に維持されないことが報告されている。
シナプス刈り込みの過剰
統合失調症は、シナプス刈り込み機能が亢進していることが示されている。ミノサイクリンによるシナプス刈り込みの阻害は有益となり得ると示唆されている。

## 薬剤の影響

### 大麻の主な有効成分
シナプス刈り込みの異常
Δ9-THC（1, 10 mg/kg, ip）などの合成カンナビノイドがシナプス刈り込みに異常を来たし、神経回路を破綻させる。また、カンナビノイド受容体の機能を遺伝的に欠損させた場合、余計な投射の刈り込みがなくなり、無秩序な投射のまま残ってしまうことも分かった。

### テトラサイクリン系（抗生剤）
脳細胞のアポトーシスと神経変性を促進
THC（5, 20mg/kg）によるミクログリアの活性化をミノサイクリン（40mg/kg）が阻止した。これは、THCによるシナプス刈り込みの異常を阻止するものと考えられる。しかし、ミノサイクリン（40mg/kg）投与8時間後に脳細胞のアポトーシスや神経変性の促進が確認されている。それは、長期間の統合失調症を誘発させるNMDA受容体アンタゴニストと同様であった。また、ミノサイクリンの神経保護作用は、エンドカンナビノイドシステム (ECS) の関与が実証されている。
神経前駆細胞が増加
ミノサイクリンとドキシサイクリンは胎児の大脳新皮質においてミクログリアを除去し、神経前駆細胞の数を増加させることが分かった。これは、胎児期におけるミクログリアの数と活性化状態を変化させる要因が神経発達に深く影響を与えることを示唆している。
スパイン密度の減少
ミノサイクリンを腹腔内投与したマウスは、ミクログリアを選択的に除去したマウスと同様に、スパイン密度の有意な減少がみられた。幼若期にミクログリアが活性化していたことから、発達期のスパイン形成にミクログリアの活性化が重要と考えられた。ミクログリアが正常な機能を失うことで精神疾患を発症する報告もある。

### 有機リン系化合物（殺虫剤）
スパイン密度の減少
マラチオン（40mg/kg）を14日間投与したマウスは、スパイン密度が有意に減少していた。一日摂取許容量 (ADI) は、マラチオンが0.3mg/kg、ドキシサイクリンが0.0053mg/kgである。